# Brandon (Kanada)
Brandon – miasto w Kanadzie, w południowo-zachodniej części prowincji Manitoba, nad rzeką Assiniboine. Jest drugim pod względem wielkości miastem w Manitobie. Istnieje tutaj parafia Polskiego Narodowego Katolickiego Kościoła. W pobliżu miasta znajduje się port lotniczy Brandon.
Liczba mieszkańców Brandon wynosi 41 511. Język angielski jest językiem ojczystym dla 89,6%, francuski dla 1,3% mieszkańców (2006).

## Sport
- Brandon Wheat Kings – klub hokejowy